# Carl Zeiss Planar 50mm f/0.7

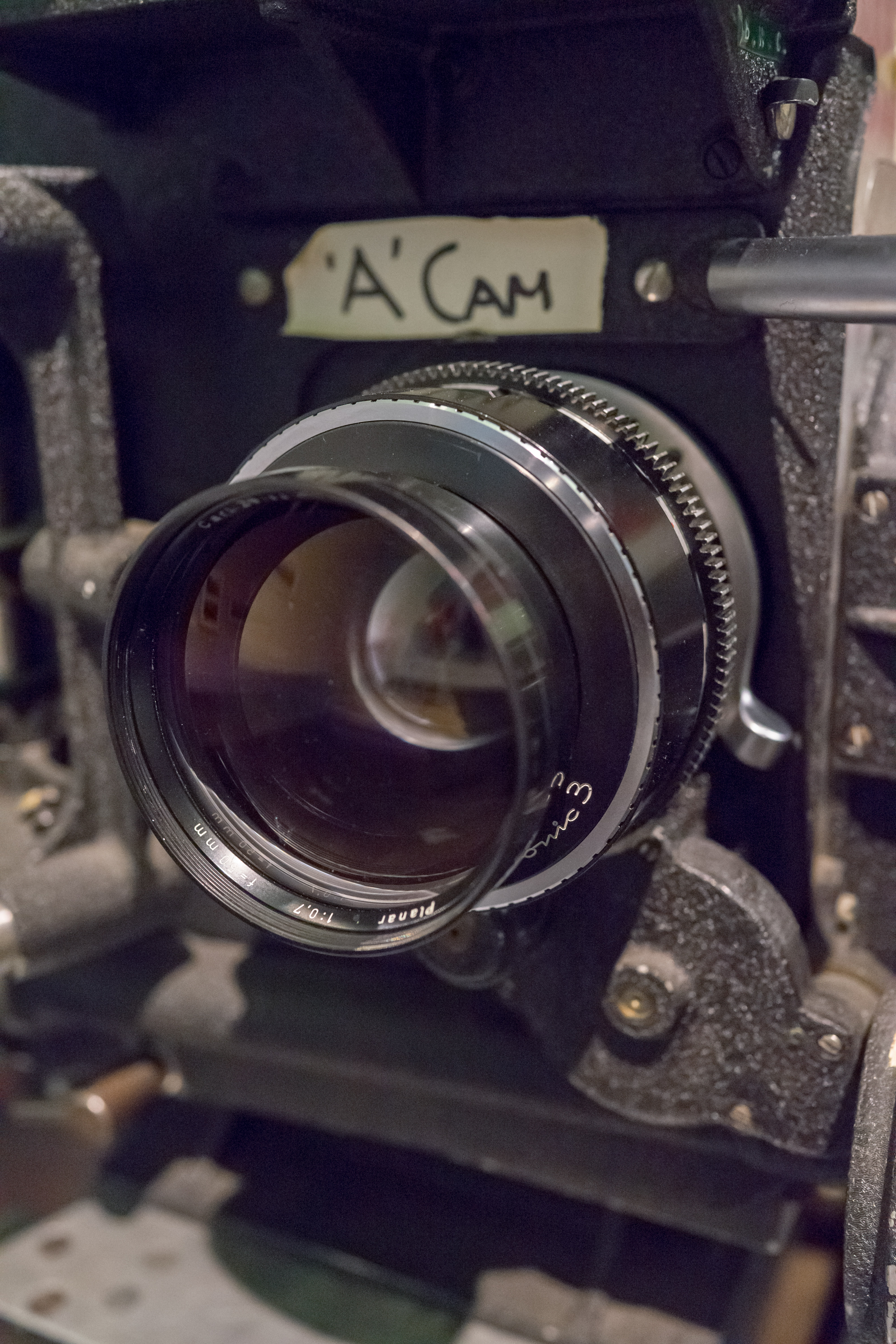
Uno degli obiettivi Zeiss Planar 50mm F0.7 utilizzati da Stanley Kubrick in Barry Lyndon

Il Carl Zeiss Planar 50mm f/0.7 è uno degli obiettivi dalla più grande apertura della storia della fotografia. Progettato e prodotto dall'azienda tedesca Carl Zeiss, ha una lunghezza focale di 50 millimetri ed un'apertura di diaframma tale che garantisce all'obiettivo un rapporto focale pari a f/ = 0.7, di gran lunga maggiore di ogni obiettivo di pari focale in commercio.

## Storia
La lente fu progettata dalla Carl Zeiss appositamente per il Programma Apollo della NASA nel 1966, probabilmente per essere montata su dei satelliti in orbita terrestre e lunare, al fine, di una ricognizione scientifica e di rilevamento del suolo lunare. La grande luminosità avrebbe permesso delle riprese nitide nonostante il brevissimo tempo di esposizione, dovuto alla velocità di sorvolo della sonda.
Il regista Stanley Kubrick acquistò questa lente direttamente dalla Carl Zeiss e la utilizzò per le riprese del suo film del 1975 Barry Lyndon, montandola su una cinepresa dedicata della Mitchell, dotata a sua volta di un ampio magazzino che le consentiva di contenere una metratura di pellicola superiore ad altri mezzi di ripresa. L'ottica luminosissima permise a Kubrick di girare illuminando le scene quasi soltanto con la luce naturale oppure con candele e lampade ad olio, caratteristica che aveva fortemente voluto per rendere il più realistico possibile un film ambientato nel XVIII secolo, periodo in cui ancora non era diffusa l'illuminazione elettrica; gli attori, inoltre, dovettero recitare rimanendo quasi immobili per via della strettissima profondità di campo. 
Furono realizzati soltanto dieci esemplari dell'obiettivo, di cui uno restò al produttore, sei furono venduti alla NASA e tre a Stanley Kubrick.

## Influenza culturale
Questo nesso tra la NASA e Stanley Kubrick contribuisce ad alimentare la leggenda metropolitana del complotto lunare, che sostiene che le missioni Apollo non avrebbero mai realmente portato l'uomo sulla Luna e che le immagini degli allunaggi sarebbero in realtà state realizzate in studi cinematografici. Secondo questa corrente di pensiero, Kubrick sarebbe stato l'autore di alcune di tali immagini, facendo uso di un non meglio definito obiettivo Carl Zeiss, probabilmente lo stesso che avrebbe poi usato per girare il suo Barry Lyndon. In realtà l'obiettivo Carl Zeiss Planar 50mm f/0.7 non sarebbe assolutamente stato in grado di produrre immagini del genere, scattate in un ambiente luminosissimo come quello lunare e caratterizzate da una larghissima profondità di campo.